# Noční motýli
Noční motýli jsou skupinou motýlů bez oficiální biologické klasifikace, nicméně s typickými společnými znaky, které vyplývají z jejich způsobu života – jak název napovídá, jsou tito motýli aktivní především v noci, nepotřebují tedy výrazné zbarvení, spoléhají na čich místo zraku (proto mají obvykle větvovitá tykadla, která jsou jejich čichovým ústředím). Lidově je tato skupina označována jako můry, avšak ve skutečnosti jsou můry pouze motýli z čeledi můrovití. K nočním motýlům patří například martináč hrušňový, což je jeden z největších nočních motýlů vyskytujících se v ČR. Další zástupci nočních motýlů jsou z těchto čeledí: bourcovití, martináčovití, přástevníkovití, můrovití, bekyňovití, vřetenuškovití, píďalkovití, zaviječovití, molovití a další.

## Znaky
- Obvykle zadní křídla menší, rozšířená
- Zavalité tělo
- Většinou méně zbarvení
- Dožívají se max. 11 měsíců
- Větvovitá tykadla
- V klidu většinou drží křídla střechovitě složená
- Dokonalý sluch, dokážou detekovat i zvuky o frekvenci až 300 kHz (druh zavíječ voskový, Galleria mellonella)[2]

## Známí zástupci
- Bourec morušový
- Martináč hrušňový
- Bekyně mniška
- Zavíječ moučný
- Obaleč jablečný
- Přástevník medvědí